# トム・ダウド
トム・ダウド（Tom Dowd、1925年10月20日 - 2002年10月27日）は、アメリカ合衆国のプロデューサー / エンジニア。アトランティック・レコードに所属し、多くのアルバムの制作に関わってきた。多重録音やステレオ録音の分野において、アトランティック・レコードを国内有数のレーベルに押し上げた人物として評価されている。

## 来歴
ニューヨークのマンハッタンで、コンサート・マスターの父とオペラ歌手の母の間に生まれる。
コロンビア大学の物理学研究室に勤務し、第二次世界大戦中だった18歳の時に徴兵されて工兵として原子核工学を研究。それはマンハッタン計画に関わるものだった。
戦後は退役し、クラシック音楽関係の仕事を経て、1940年代末期、当時はまだ新興レーベルだったアトランティック・レコードのレコーディング・エンジニアとなる。音楽と物理学の知識を生かしたトムの音作りは、1949年には既に評判となり、1950年代にはレイ・チャールズやルース・ブラウン等のR&Bアーティスト、チャールズ・ミンガスやジョン・コルトレーン等のジャズ・アーティストの多くの作品に関わった。
1960年代前半には、アトランティックと提携していたスタックス・レコードの録音機材を改修するためメンフィスに出向き、同レーベルの音質向上に貢献。同社所属のミュージシャン達からも尊敬されるに至った。同社での彼の仕事としては、オーティス・レディング『オーティス・ブルー』（1965年）でエンジニアを担当したことも有名。
1960年代後半には、プロデューサーとしてクレジットされることも多くなる。アラバマ州のマッスル・ショールズ・サウンド・スタジオのミュージシャンを起用して手がけたアレサ・フランクリンの諸作は大ヒットとなった。またクリームの作品のエンジニアを担当する等、ロックの仕事も増えていった。
1970年代前半には、マイアミのクライテリア・スタジオを拠点としてサザン・ロックの隆盛に貢献した。特にデュアン・オールマンと親交があったこともあり、オールマン・ブラザーズ・バンドとの関係は2000年代に至るまで続いた。1970年にはデレク・アンド・ザ・ドミノスのアルバム制作にも関わった。1974年にはエリック・クラプトンの第一線への復帰に貢献し、1980年代中期まで断続的ではあるが共同作業を行う。ジェイムス・ギャングのアルバム『マイアミ』（1974年）では、プロデュースのみならずキーボードの演奏でも参加。1975年に渡米したロッド・スチュワートも、ダウドがプロデュースしたアルバム『アトランティック・クロッシング』が大ヒットしたので、1970年代後半を通して彼をプロデューサーに起用し続けた。
1990年代にも、プライマル・スクリームの『ギヴ・アウト・バット・ドント・ギヴ・アップ』（1994年）等を手がけた。
2002年、肺気腫で他界。享年77歳。
2003年、生前から企画されていたドキュメンタリー映画"Tom Dowd & The Language Of Music"が公開された。2006年4月には『トム・ダウド/いとしのレイラをミックスした男』という邦題で日本公開された。

## プロデュースしたアーティスト
五十音順。エンジニアのみの関わりのアーティストは除く。
- アレサ・フランクリン
- ウィルソン・ピケット
- エディ・マネー
- エリック・クラプトン
- オールマン・ブラザーズ・バンド
- ケニー・ロギンス
- ジェイムス・ギャング
- シェール
- シカゴ
- ダスティ・スプリングフィールド

- デレク・アンド・ザ・ドミノス
- ドクター・ジョン
- ナラダ・マイケル・ウォルデン
- ハービー・マン
- プライマル・スクリーム
- ブラック・オーク・アーカンソー
- リタ・クーリッジ
- レーナード・スキナード
- ロッド・スチュワート